# Antidepressivi triciclici

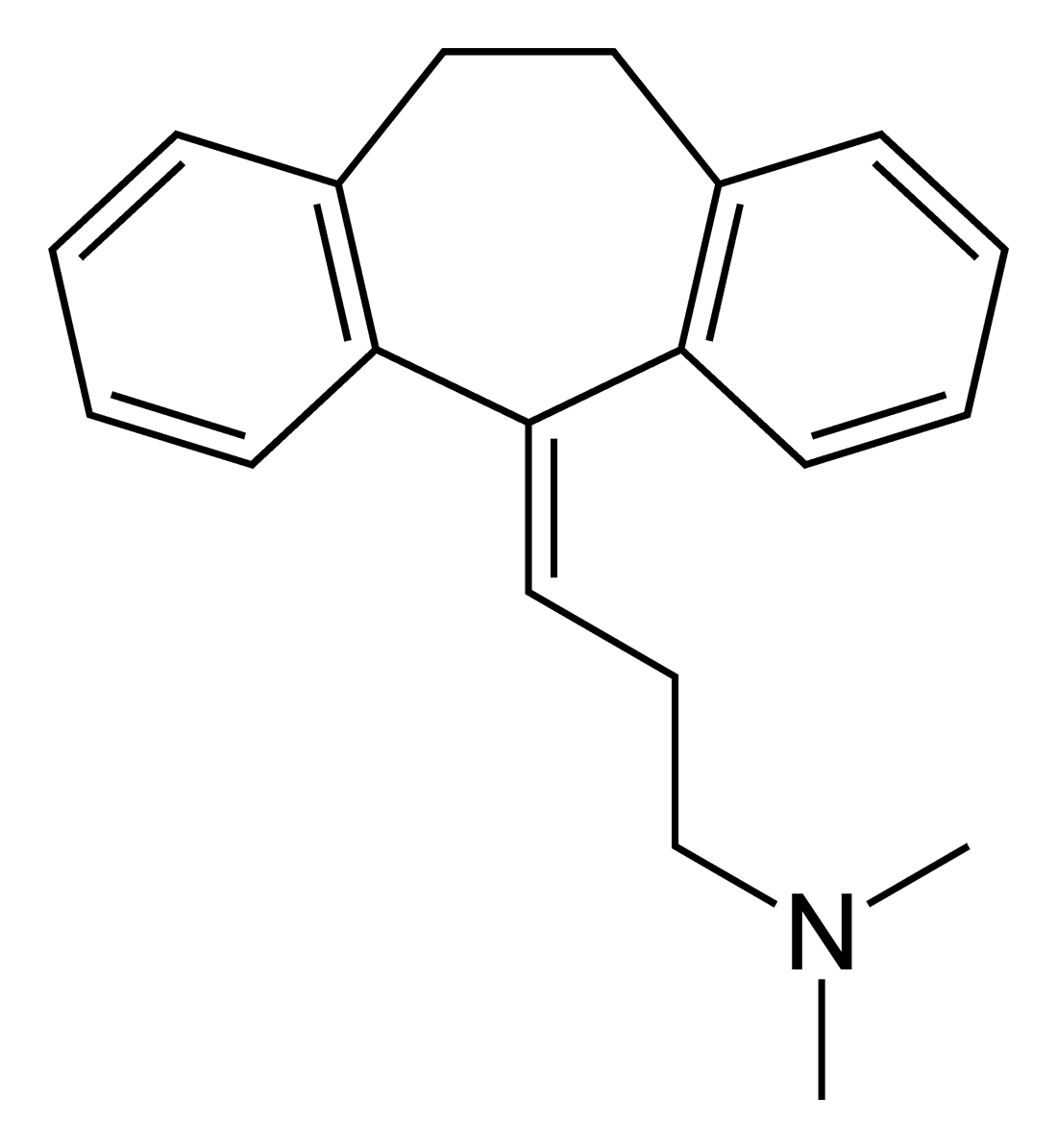
Struttura chimica base di un antidepressivo triciclico

Gli antidepressivi triciclici, noti semplicemente anche come triciclici o con l'acronimo TCA (dall'inglese tricyclic antidepressant), sono una classe di farmaci antidepressivi così chiamati per la loro caratteristica struttura chimica formata da tre anelli condensati.
Storicamente sono stati la seconda classe di antidepressivi ad essere scoperti e commercializzati (dopo gli IMAO), a tutt’oggi sono a volte usati come trattamenti di seconda linea quando i farmaci più comunemente utilizzati non sortiscono l'effetto terapeutico desiderato.
Sebbene non tutti i triciclici condividano lo stesso meccanismo di azione (ad esempio nel caso dell'amineptina) generalmente agiscono come inibitori della ricaptazione di serotonina e noradrenalina e come antagonisti di diversi recettori sinaptici, in particolare i recettori colinergici muscarinici, i recettori serotoninergici e i recettori istaminici, determinando vari effetti terapeutici ma anche collaterali. Tra questi i più importanti sono: sedazione (blocco H1), ipotensione ortostatica (blocco recettori adrenergici), secchezza delle fauci, offuscamento della vista, costipazione (blocco muscarinico), nonché ritenzione urinaria, tachicardia, confusione e disfunzioni sessuali. Sono inoltre controindicati in caso di iperplasia prostatica e glaucoma.
La soglia di tossicità è ad approssimativamente 10 volte i dosaggi classici, in altre parole l'indice terapeutico è relativamente basso: questi farmaci sono spesso letali se assunti in sovradosaggio, dal momento che possono causare aritmie ventricolari, delirio e convulsioni. 
Sebbene siano ancora prescritti in condizioni particolari, perché notoriamente efficaci, il loro uso è stato largamente rimpiazzato dai più recenti inibitori selettivi della ricaptazione della serotonina (SSRI) e della serotonina e noradrenalina (SNRI), nonché dagli antidepressivi atipici che presentano meno effetti collaterali ed un miglior indice terapeutico.

## Storia
I TCA furono sviluppati nei primi anni cinquanta, in un periodo di grande evoluzione della psicofarmacologia. La loro storia comincia con la sintesi della clorpromazina nel dicembre del 1950 da parte del chimico Paul Charpentier della Rhône-Poulenc, nell'ambito di studi su antistaminici sviluppati dalla stessa azienda negli anni quaranta. Gli effetti antidepressivi di questo farmaco, sviluppato ed inizialmente impiegato come antistaminico, furono notati per la prima volta in un ospedale di Parigi nel 1952. La clorpromazina divenne così il primo farmaco psichiatrico di largo uso, e nel 1955 stava già generando guadagni significativi come antipsicotico. Le case farmaceutiche indirizzarono quindi le proprie ricerche verso possibili derivati della clorpromazina.
Il primo TCA ad essere impiegato come antidepressivo fu l'imipramina, un analogo dibenzazepinico della clorpromazina, identificato durante lo sviluppo dal nome in codice G22355. Non si trattava di un'azione voluta in fase di sviluppo, la tendenza del farmaco ad indurre effetti maniacali fu descritta in seguito all'utilizzo clinico come "in alcuni pazienti, piuttosto disastrosa". La paradossale osservazione di un sedativo che inducesse effetti maniacali indusse a testarlo su pazienti depressi. Il primo trial clinico sull'imipramina è del 1955, mentre il primo rapporto che ne cita gli effetti antidepressivi fu pubblicato dallo psichiatra svizzero Ronald Kuhn nel 1957. Alcuni studi sull'imipramina della Geigy, inizialmente commercializzata col nome di Tofranil, ebbero luogo nell'ospedale di Münsterlingen, vicino a Costanza. La Geigy più tardi si è fusa con la CIBA ed in seguito è diventata parte di Novartis.
La Merck introdusse il secondo membro della famiglia dei TCA, l'amitriptilina (Elavil), nel 1961. Si tratta di un composto triciclico con una struttura base diversa rispetto a quella dell'imipramina.

## Indicazioni
I farmaci antidepressivi triciclici sono usati principalmente nel trattamento dei disturbi dell'umore come depressione maggiore, distimia e disturbo bipolare, in particolare nelle varianti resistenti al trattamento: in molti casi non sono più, infatti, i farmaci di prima scelta. Possono essere impiegati anche nel trattamento di numerosi disordini tra cui i casi di ansia, fobia sociale, disturbo ossessivo-compulsivo, panico, disturbo post-traumatico da stress, sindrome da fatica cronica, dismorfofobia, disturbi del comportamento alimentare come anoressia nervosa e bulimia, alcuni disturbi della personalità come il disturbo borderline di personalità e il disturbo da deficit di attenzione/iperattività, così come dolore cronico, nevralgia o dolore neuropatico e fibromialgia, cefalea o emicrania, sindrome di Tourette, tricotillomania, sindrome dell'intestino irritabile, cistite interstiziale, enuresi, narcolessia, insonnia, pianto o riso patologici, singhiozzo cronico, avvelenamento da ciguatera e come adiuvante nella terapia della schizofrenia.
L'effetto antidepressivo non si manifesta prima di 15-20 giorni: un miglioramento clinico dopo pochi giorni è da giustificare come un effetto placebo o alla sedazione dell'ansia.

### Depressione
Per molti anni gli antidepressivi triciclici sono stati il trattamento farmacologico di prima scelta nella depressione. Sebbene siano considerati ancora oggi molto efficaci, sono stati progressivamente sostituiti da antidepressivi con un migliorato profilo di sicurezza e che presentano meno effetti collaterali come gli SSRI ed altri nuovi antidepressivi come gli inibitori reversibili delle MAO (moclobemide). Gli antidepressivi triciclici rimangono, ad oggi, la classe più efficace nel trattamento della depressione per pazienti ospedalizzati e nella depressione maniacale. Gli antidepressivi più recenti hanno minori e meno gravi effetti collaterali, inoltre è più difficile che causino danni gravi o morte se usati in tentativi di suicidio, poiché l'intervallo terapeutico è molto più esteso e la dose terapeutica è molto inferiore alla dose letale 50.
I TCA sono ancora impiegati, occasionalmente, nel trattamento dei pazienti che non sono responsivi alla terapia con i nuovi farmaci:
non danno significativa dipendenza fisiologica e per il loro profilo farmacologico sono preferibili in molti casi agli inibitori della MAO (IMAO). I primi effetti collaterali dei TCA in genere insorgono prima della minima concentrazione terapeutica per il trattamento della depressione e/o dell'ansia e, per questo motivo, possono essere pericolosi in quanto aumentando la volizione possono aumentare il desiderio del paziente di suicidarsi.

### Disturbo da deficit di attenzione/iperattività
I TCA sono stati utilizzati nel trattamento del disturbo da deficit di attenzione/iperattività (ADHD), sebbene ad oggi non siano più impiegati in quanto sostituiti da farmaci più efficaci e con meno effetti collaterali come la atomoxetina (nomi commerciali Strattera, Tomoxetin e Attentin), e stimolanti come il metilfenidato (Ritalin, Focalin e Concerta) e amfetamine (Adderall, Dexedrine). Si ritiene che l'ADHD sia causata da una carenza di dopamina e noradrenalina nell'attività cerebrale a livello della corteccia prefrontale del cervello. La maggior parte dei TCA inibisce la ricaptazione di noradrenalina, ma non di dopamina: per questo mostrano dei risultati nel trattamento dell'ADHD ma non sono farmaci di prima scelta. È stato osservato che i TCA curano più efficacemente la componente comportamentale dell'ADHD rispetto a quella cognitiva in quanto limitano l'iperattività e l'impulsività, ma non hanno mostrato benefici significativi sull'attenzione.

### Dolore cronico
Gli antidepressivi triciclici hanno mostrato efficacia nel trattamento clinico di diversi tipi di dolore cronico, tra cui nevralgie o dolore neuropatico e fibromialgie. I dettagli del loro meccanismo d'azione per quanto concerne l'effetto analgesico sono poco chiari, ma si ritiene che siano modulatori indiretti del sistema oppioide attraverso neuromodulazione serotoninergica e noradrenergica. I TCA hanno mostrato attività anche nella prevenzione dell'emicrania, ma non danno sollievo immediato nel caso di un attacco acuto.

## Classificazione
Quelli che inibiscono preferenzialmente il riassorbimento della serotonina (almeno 10 volte più rispetto alla norepinefrina) includono:
- Butriptilina (Evadyne) – inibitore relativamente debole del riassorbimento della serotonina
- Clomipramina (Anafranil)
- Imipramina (Tofranil, Praminil, Janimine)
- Imipraminossido (Elepsin, Imiprex)
- Trimipramina (Surmontil) – inibitore relativamente debole del riassorbimento della serotonina

Quelli che inibiscono preferenzialmente il riassorbimento della norepinefrina (almeno 10 volte più rispetto alla serotonina) includono:
- Desipramina (Norpramin, Pertofrane)
- Lofepramina (Gamanil, Lomont)
- Maprotilina (Ludiomil) – può essere classificata tra gli antidepressivi triciclici (TCA) ma più frequentemente tra gli antidepressivi tetraciclici (TeCA)
- Nortriptilina (Aventyl, Norpress, Pamelor)
- Protriptilina (Vivactil)

Mentre gli inibitori del riassorbimento della serotonina e della norepinefrina relativamente bilanciati includono:
- Amitriptilina (Elavil, Endep)
- Amitriptilinossido (Equilibrin, Amioxid, Ambivalon)
- Amoxapina (Asendin) – può essere classificata tra gli antidepressivi triciclici (TCA) ma più frequentemente tra gli antidepressivi tetraciclici (TeCA)
- Demexiptilina† (Tinoran, Deparon)
- Dibenzepina (Noveril, Victoril)
- Dimetacrina† (Istonyl, Istonil, Miroistonil)
- Dosulepina (Prothiaden)
- Doxepina (Adapin, Sinequan)
- Fluacizina† (Phtorazisin)
- Melitracene (Deanxit, Dixeran, Melixeran, Trausabun)
- Metapramina† (Timaxel)
- Nitrosazepina (Sintamil)
- Noxiptilina (Agedal, Nogedal, Elronon)
- Pipofezina (Azaphen, Azafen)
- Propizepina† (Depressin, Vagran)
- Quinupramina† (Kevopril, Kinupril, Adeprim, Quinuprine)

I seguenti sono TCA che agiscono principalmente tramite meccanismi diversi dall’inibizione del riassorbimento della serotonina o della norepinefrina:
- Amineptina (Maneon, Directim, Survector) – inibitore del riassorbimento della norepinefrina e della dopamina
- Iprindolo (Galatur, Tetran, Prondol) – antagonista del recettore 5-HT2
- Opipramolo (Ensidon, Insidon, Pramolan, Oprimol) – agonista del recettore σ
- Tianeptina (Stablon, Coaxil, Tatinol) – agonista atipico del recettore μ-oppioide

Nota: † indica i prodotti ritirati dal mercato a livello mondiale.

## Farmacologia
La maggior parte dei TCA agiscono principalmente come inibitori non selettivi della ricaptazione di serotonina e noradrenalina (SNRI) bloccando rispettivamente il trasportatore della serotonina (SERT) e della noradrenalina (NET). Ciò provoca un aumento della concentrazione sinaptica di questi neurotrasmettitori e pertanto un incremento nella trasmissione nervosa. I TCA hanno affinità trascurabile per il trasportatore della dopamina (DAT) e pertanto non hanno alcuna azione come inibitori della ricaptazione di dopamina. Si ritiene che sia la serotonina sia la noradrenalina svolgano un ruolo nella depressione e nell'ansietà, ed è dimostrato che un aumento della loro attività ha effetti positivi su questi disordini mentali.
Oltre all'attività inibitoria sulla ricaptazione dei neurotrasmettitori, molti TCA hanno anche alta affinità come antagonisti recettoriali sui recettori serotoninergici 5-HT2 5-HT2A 5-HT2C 5-HT6 5-HT7, sui recettori adrenergici α1, sui recettori NMDA e come agonisti del recettore σ e σ2, alcuni dei quali possono contribuire al loro effetto terapeutico così come agli effetti collaterali.
I TCA hanno anche un'affinità variabile, ma generalmente alta nell'antagonizzare i recettori istaminici H1 e H2, così come i recettori colinergici muscarinici. Il risultato sono potenti azioni antistaminiche e anticolinergiche. Questi effetti sono generalmente indesiderati nell'azione antidepressiva e contribuiscono ai significativi effetti collaterali di questa classe di farmaci.
La gran parte dei TCA, se non tutti, è anche un potente inibitore dei canali del sodio e dei canali del calcio di tipo L e pertanto agisce rispettivamente come un bloccante del canale del sodio e del calcio. La prima attività è responsabile dell'alta mortalità nei casi di sovradosaggio a causa della cardiotossicità.

### Profili di legame recettoriale
Le affinità (kD in nM) di alcuni TCA sono state comparate su diversi siti di legame:
| Principio attivo | Trasportatore serotonina (SERT) | Trasportatore noradrenalina (NET) | Trasportatore dopamina (DAT) | 5-HT1A | 5-HT2A | α1    | α2    | D2    | H1   | mACh  |
| Amitriptilina    | 20                              | 35                                | 3,250                        | 320    | 24     | 26    | 815   | 1,230 | 1.03 | 13.8  |
| Butriptilina     | 1,360                           | 5,100                             | 3,940                        | 7,000  | 380    | 570   | 4,800 | ?     | 1.1  | 35    |
| Clomipramina     | 0.38                            | 38                                | 2,190                        | 7,000  | 27     | 38    | 3,200 | 190   | 31   | 37    |
| Desipramina      | 17.6                            | 0.83                              | 3,190                        | 6,700  | 315    | 115   | 6,350 | 3,400 | 85   | 132   |
| Dosulepina       | 8.6                             | 46                                | 5,310                        | 2,300  | 258    | 470   | 2,400 | ?     | 3.6  | 25    |
| Doxepina         | 68                              | 29.5                              | 12,100                       | 283    | 26     | 24    | 1,185 | 1,380 | 0.21 | 52    |
| Imipramina       | 7                               | 37                                | 8,500                        | 7,650  | 115    | 61    | 3,150 | 1,310 | 24   | 68    |
| Iprindolo        | 1,620                           | 1,262                             | 6,530                        | 2,800  | 280    | 2,300 | 8,600 | ?     | 130  | 2,100 |
| Lofepramina      | 70                              | 5.4                               | 18,000                       | 4,600  | 200    | 100   | 2,700 | 2,000 | 360  | 67    |
| Nortriptilina    | 18                              | 4.37                              | 1,140                        | 302    | 43     | 58    | 2,265 | 1,885 | 8.2  | 94    |
| Protriptilina    | 19.6                            | 1.41                              | 2,100                        | 3,800  | 70     | 130   | 6,600 | 2,300 | 25   | 25    |
| Trimipramina     | 149                             | 2,450                             | 3,780                        | 8,000  | 32     | 24    | 680   | 180   | 0.27 | 58    |

I ligandi elencati agiscono come antagonisti (o in alcuni casi, come agonisti inversi) su tutti i recettori elencati e come inibitori di tutti i trasportatori citati.

## Interazioni
I TCA sono metabolizzati dagli enzimi epatici citocromo P-450. Inibitori farmacometabolici a livello del CYP450 (come cimetidina, metilfenidato fluoxetina, antipsicotici e calcio-antagonisti) possono ridurre il metabolismo dei TCA portando ad un aumento della loro concentrazione plasmatica con conseguente tossicità.
Farmaci che prolungano l'intervallo QT, tra cui gli antiaritmici come la chinidina, gli antistaminici astemizolo e terfenadina, e alcuni neurolettici possono aumentare il rischio di aritmie ventricolari. I TCA possono incrementare la risposta all'alcool e gli effetti dei barbiturici e di altri depressivi del SNC. Gli effetti collaterali possono essere potenziati anche da altri farmaci aventi effetti anticolinergici.

## Overdose
L'overdose da TCA costituisce una significativa causa di tossicità fatale da farmaci. La grave mortalità e morbilità associate all'uso di questa classe di farmaci è ben documentata e dipende dalla tossicità cardiovascolare e neuronale. Particolarmente problematico l'effetto della potenziale mortalità nella popolazione pediatrica in quanto i TCA possono essere presenti in casa in seguito a enuresi o depressione.
L'overdose da TCA è particolarmente fatale in quanto questi farmaci, grazie alla loro lipofilia, sono rapidamente assorbiti nel tratto gastrointestinale, in particolare in corrispondenza dei pH basici dell'intestino tenue. La tossicità può comparire, pertanto, anche nella prima ora successiva all'assunzione. I sintomi possono però comparire anche più tardivamente, in particolare se un'overdose mista (ovvero con l'assunzione contemporanea di più farmaci) ha causato un rallentamento dello svuotamento gastrico.
Molti dei sintomi iniziali sono associati agli effetti anticolinergici dei TCA, come secchezza delle fauci, visione disturbata, costipazione, ritenzione urinaria, nausea e vomito. A causa della localizzazione diffusa dei recettori noradrenergici si possono osservare anche molti sintomi fisici, tra cui:
1. Effetti anticolinergici: stato mentale alterato (es. agitazione, confusione, letargia, ecc.) tachicardia a riposo, secchezza delle fauci, midriasi, febbre.
2. Effetti cardiaci: ipertensione (breve e reversibile, non dovrebbe essere trattata), tachicardia, ipotensione ortostatica, aritmie (incluse tachicardia ventricolare e fibrillazione ventricolare, con conseguenze anche fatali) variazioni all'ECG (intervalli QRS, QT e PR prolungati).
3. Effetti sul Sistema Nervoso Centrale (SNC): sincope, convulsioni, coma, mioclono, iperreflessia.
4. Effetti polmonari: ipoventilazione secondaria alla depressione del SNC.
5. Effetti gastrointestinali: borborigmo ridotto o assente.

Diversi trattamenti possono essere efficaci nel caso di un'overdose da TCA. Il trattamento dipende dalla gravità dei sintomi. Se è presente acidosi metabolica può essere consigliata l'infusione di bicarbonato di sodio. Sono stati ipotizzati due possibili meccanismi d'azione. Per il primo il legame alle proteine seriche degli antidepressivi triciclici risente del pH, ed è minore a pH più acidi. Pertanto somministrando bicarbonato, con conseguente alcalosi sistemica, si aumenta il legame proteico dei TCA riducendone la concentrazione di farmaco libero. L'altro meccanismo d'azione proposto coinvolge il sodio, e suggerisce che l'aumentata concentrazione di Na+ aiuti a contrastare l'effetto antagonizzante dei TCA sui canali del sodio. In assenza di acidosi il trattamento è generalmente sintomatico.

## Effetti collaterali
Molti effetti collaterali sono correlati alle proprietà anticolinergiche dei TCA. Questi effetti sono piuttosto comuni e possono includere secchezza delle fauci, naso asciutto, visione sfuocata, motilità gastrointestinale ridotta o costipazione, ritenzione urinaria, difetti di memoria o cognitivi ed aumento della temperatura corporea.
Altri effetti collaterali possono includere ansietà, confusione, apatia, debolezza muscolare, variazioni nel peso e nell'appetito, ipersensibilità, disfunzioni sessuali, debolezza, nausea e vomito, ipotensione e tachicardia riflessa, e raramente, aritmie. Convulsioni, allucinazioni, deliri e coma sono alcuni degli effetti tossici causati da un sovradosaggio. Sono stati riportati rari casi di rabdomiolisi dovuti a questa classe di farmaci.
Se il trattamento viene continuato spesso si sviluppa tolleranza nei confronti degli effetti collaterali. L'insorgenza di effetti collaterali, poi, può essere ridotta se il trattamento è iniziato con basse dosi, gradualmente aumentate fino a raggiungere le concentrazioni terapeutiche, sebbene ciò possa ritardare la comparsa degli effetti benefici.

## Uso ricreativo
Negli ultimi 30 anni sono stati riportati solo pochi casi di un uso non-terapeutico degli antidepressivi triciclici. Secondo la classificazione del governo statunitense sui farmaci psichiatrici i TCA non sono considerati farmaci "da abuso" ed in generale presentano un basso potenziale da abuso.
Sono stati segnalati diversi casi di abuso che riguardano l'amitriptilina da sola o in associazione con metadone o in pazienti dipendenti da altri farmaci e della dosulepina con alcool o in pazienti in disintossicazione con metadone.